# St.-Johannes-Kirche (Trzebiatów)

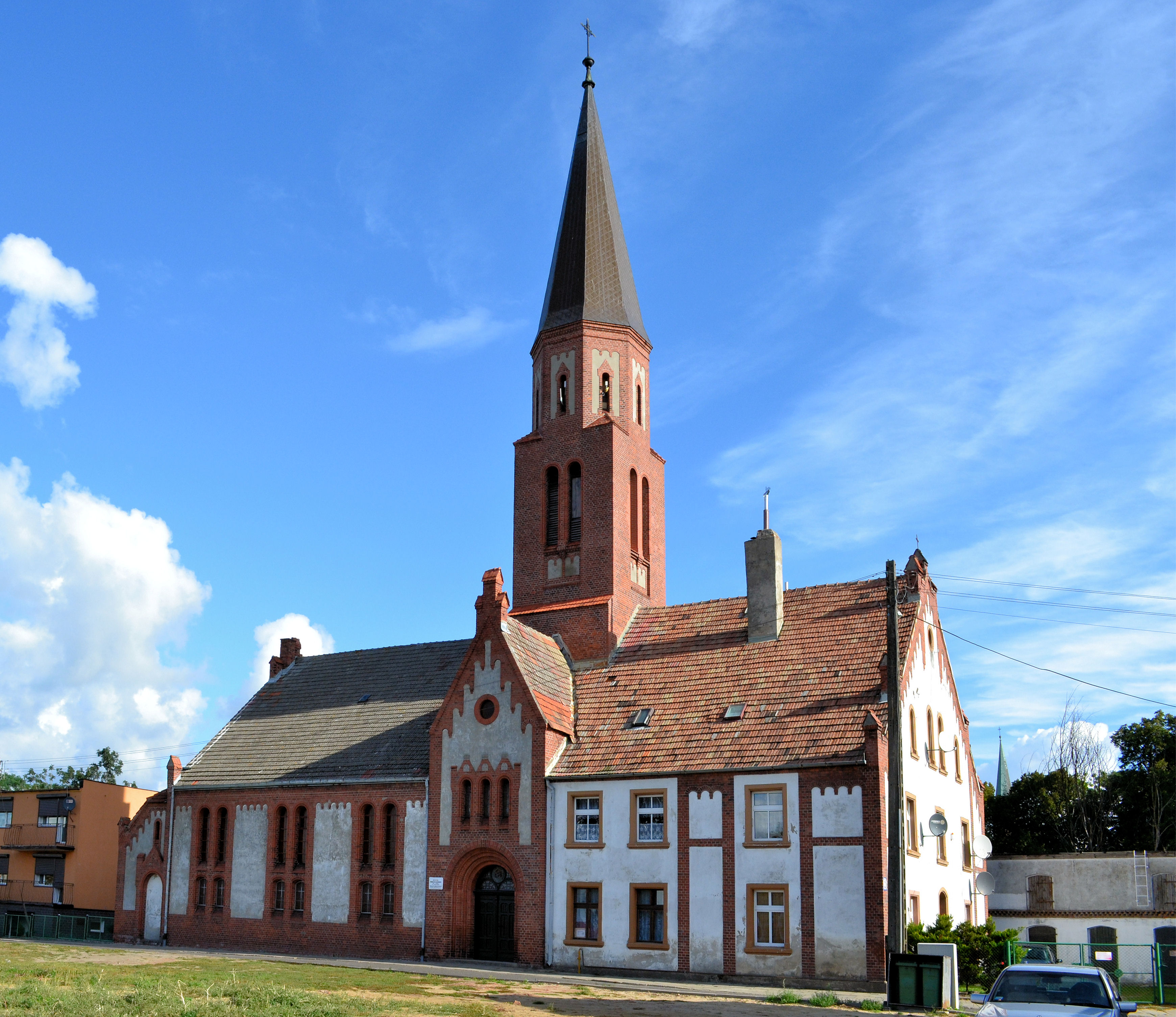
Treptow, St.-Johannes-Kirche

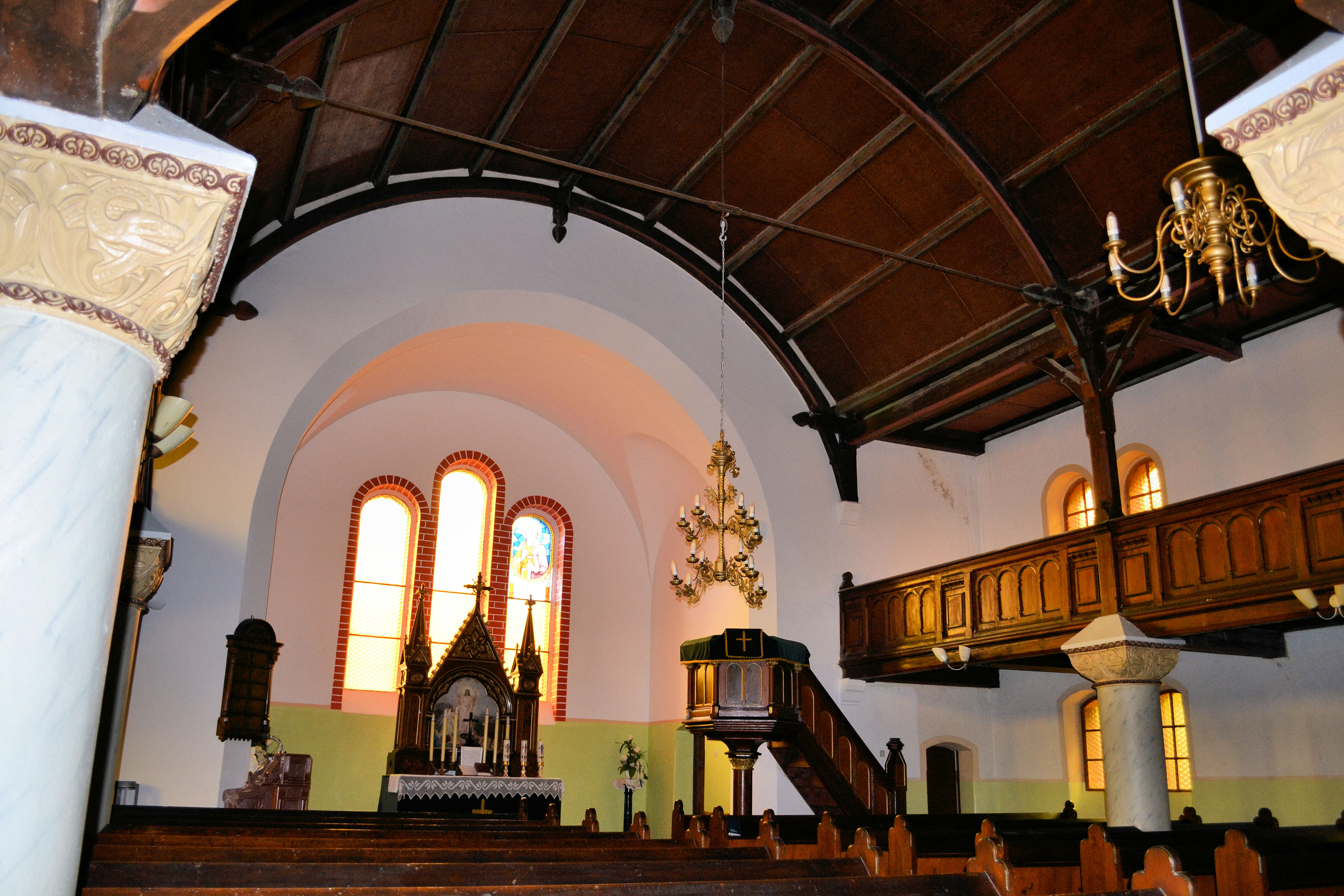
Innenraum

Die St.-Johannes-Kirche (polnisch Kościół św. Jana w Trzebiatowie) ist die evangelisch-lutherische Kirche von Trzebiatów (deutsch: Treptow an der Rega), einer Stadt in der polnischen Woiwodschaft Westpommern im Powiat Gryficki.

## Geschichte
Nach Gründung der Altlutherischen Kirche 1845 in Breslau hatte sich bereits 1849 eine Gemeinde in Treptow gebildet, die 1850 ihren eigenen Kirchenbau erhielt. Dieser wurde 1904 durch einen Kirchenneubau ersetzt, der am 17. September 1905 eingeweiht wurde. Nach dem Zweiten Weltkrieg wurde die Kirche zunächst von der römisch-katholischen Kirche genutzt und am 15. September 1945 auf den Titel Verklärung des Herrn geweiht, seit dem 17. Juli 1950 dient sie als Filiale der evangelisch-lutherischen St.-Trinitatis-Kirche in Stettin.

## Architektur
Die Treptower Johanneskirche vereint Kirchenbau und Pfarrhaus unter einem gemeinsamen Satteldach, die Trennung zwischen beiden Bauteilen geschieht durch ein übergiebeltes Eingangsjoch und einen aufgesetzten Turmbau, der über ein Oktogongeschoss in einen Steilhelm übergeht. Der Kirchentrakt endet in einem rechteckigen Altarhaus mit angegliederter Sakristei, der Kirchenraum ist mit Emporeneinbauten ausgestattet, die ein hölzernes Tonnengewölbe tragen.
Der 35 Meter hohe Turmaufbau besitzt zwei Glocken, die 1931 von der Firma Schilling aus Apolda bei Weimar gegossen wurden.